# ハンス・プライデンヴルフ

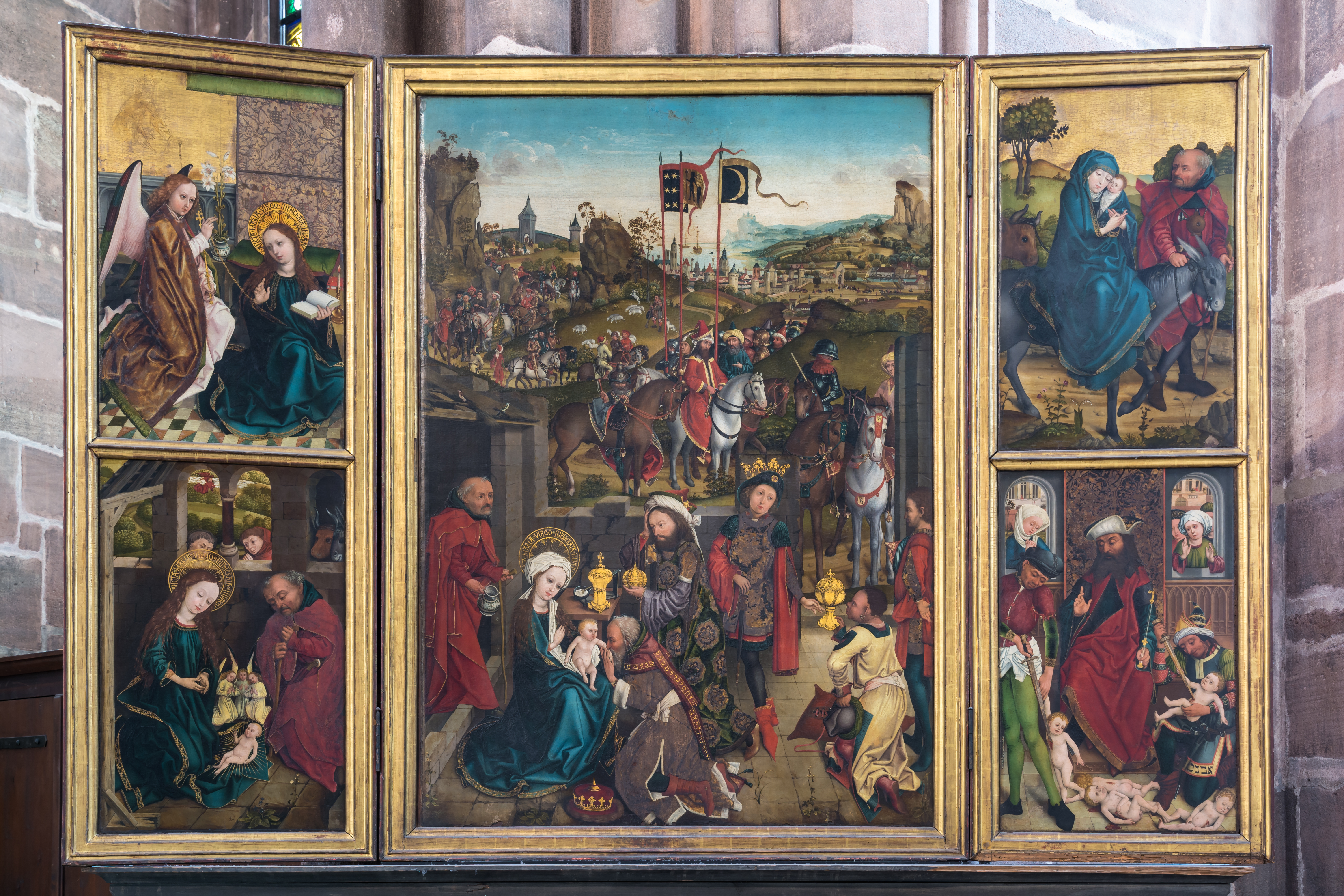
プライデンヴルフの工房によるニュルンベルク、聖ローレンツ教会の祭壇画（1460年代）

ハンス・プライデンヴルフ（Hans Pleydenwurff、姓は Pleidenwurff とも、1420年ころ生まれ、1472年1月9日没）は、15世紀ドイツの画家である。ニュルンベルクで人気のある工房を運営し、多くのドイツの重要な画家たちに影響を与えた。

## 略歴
おそらくバイエルンのバンベルクで生まれたと考えられている。父親はバンベルクの画家であったとされ、バンベルクの市長を務めたクンツ・プライデンヴルフ（Kunz (Konrad) Pleydenwurff）とされている。
ハンス・プライデンヴルフはオランダで修行し、ロヒール・ファン・デル・ウェイデン（c.1399-1464）やディルク・ボウツ（c.1410/1420-1475）の影響を受けているとされる。1455年ころにはバンベルクに戻って工房を開き、バンベルクなどの司祭、ゲオルク・フォン・レーヴェンシュタイン（Georg von Löwenstein）を描いたの肖像画が残されていて、この作品はドイツにおける最初期の肖像画であるとされる
。
1457年までには、ニュルンベルクに移り、工房を開いた。ミヒャエル・ヴォルゲムート（1434-1519）が助手となり、弟子となったハンス・シュヒリン（Hans Schüchlin:  1430/1440-1505）やウィーンのショッテンの祭壇画を描いた氏名不詳の画家（Meister des Wiener Schottenaltars）やヴォルフガング・ボイラー（Wolfgang Beurer）らによって、プライデンヴルフがオランダで学んだ絵画のスタイルはドイツに普及することになった。
1472年にハンス・プライデンヴルフが亡くなると、未亡人はミヒャエル・ヴォルゲムートと再婚し、3人の息子の一人、ヴィルヘルム・プライデンヴルフ（Wilhelm Pleydenwurff: 1460-1494）と共同で工房を経営し、ハルトマン・シェーデル（1440-1514）の『シェーデルの世界史』などを出版した。1494年にヴィルヘルム・プライデンヴルフが亡くなるとヴォルゲムートが経営を引き継いだ。

## 作品

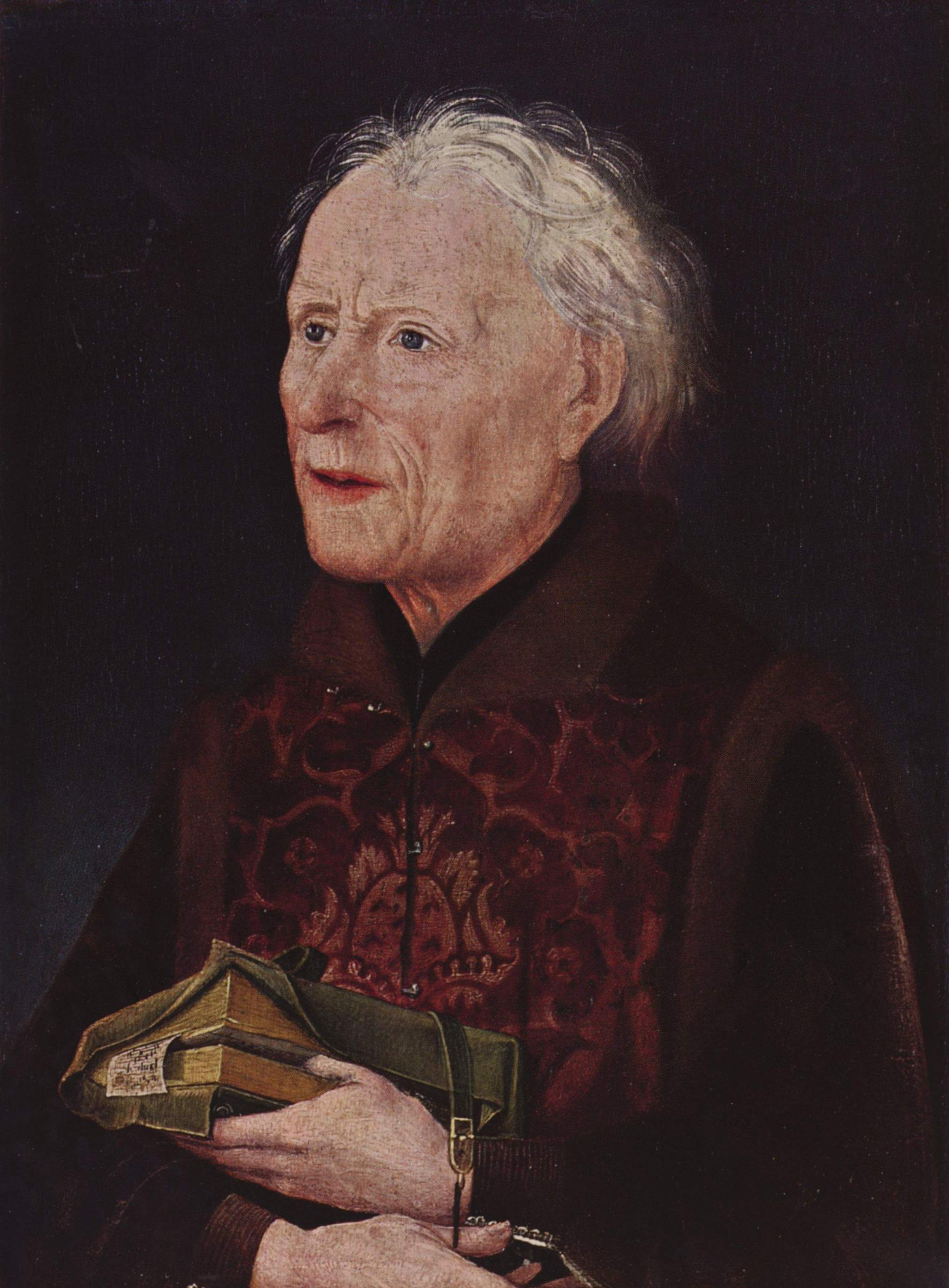
ゲオルク・フォン・レーヴェンシュタインの肖像画 (c.1456) ゲルマン国立博物館
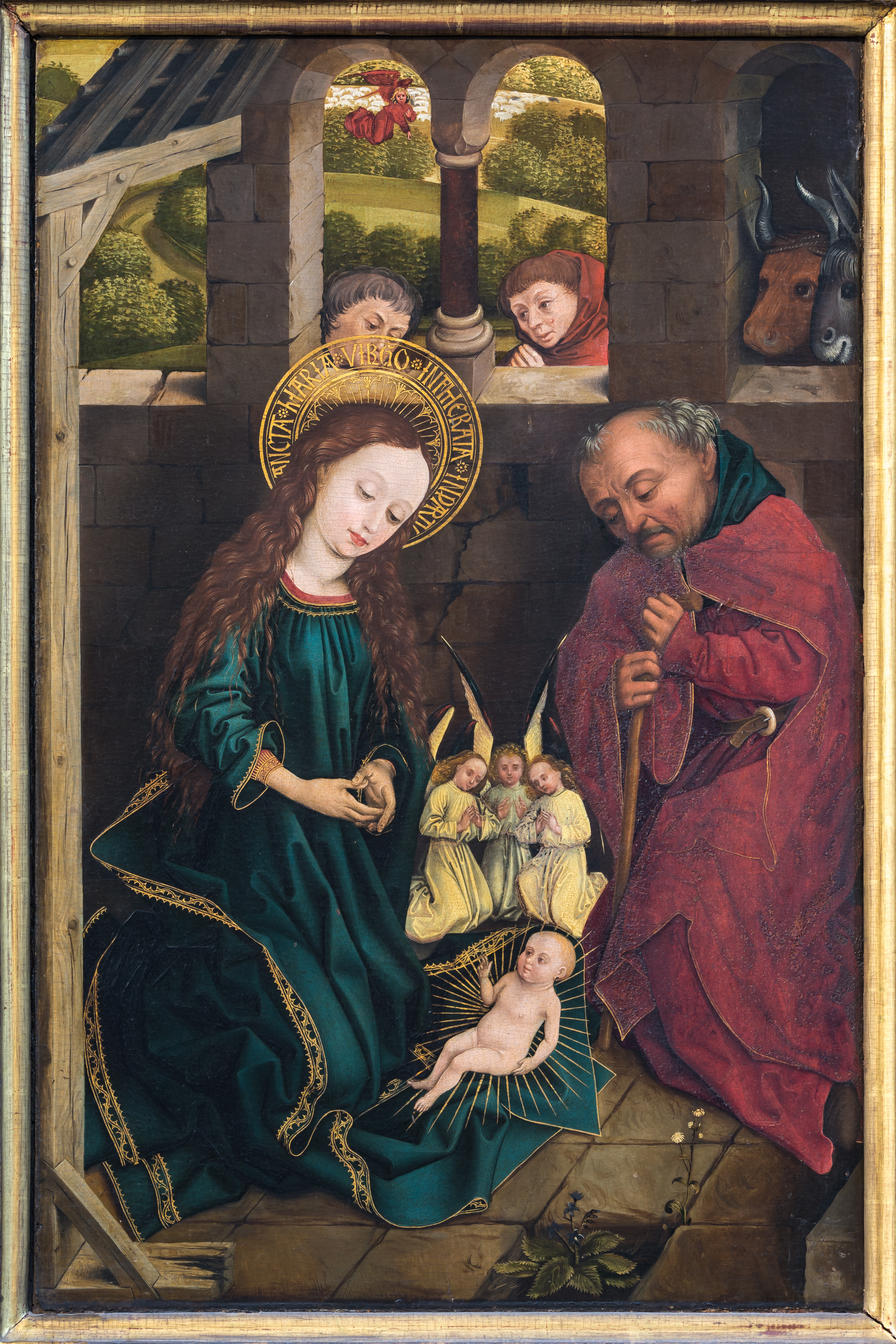
ニュルンベルク、聖ローレンツ教会の祭壇画の細部
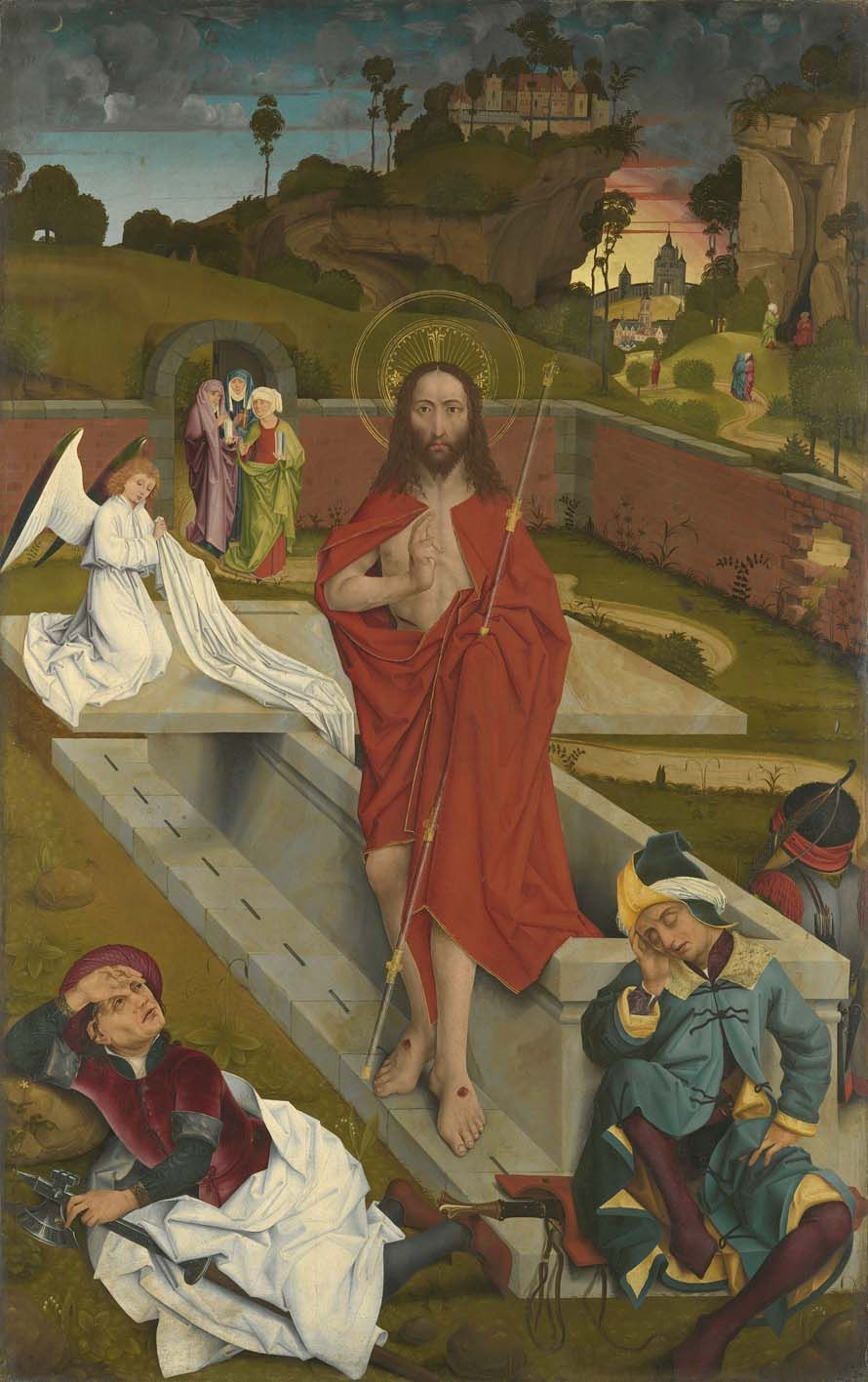
キリストの復活 (1465) Bavarian State Painting Collections
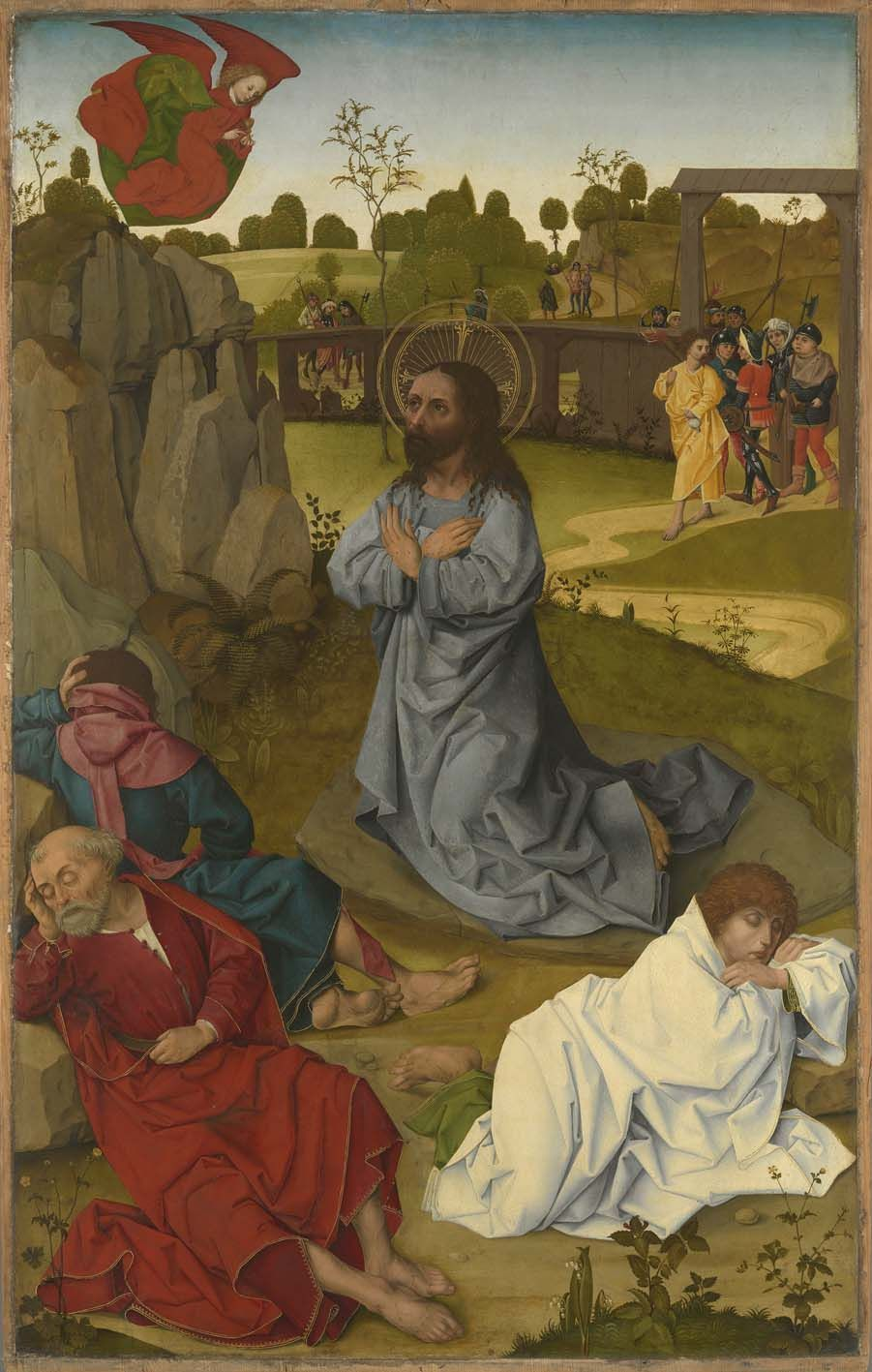
オリーブ山のキリスト (1465) Bavarian State Painting Collections